# Salme
Salme är en småköping (estniska: alevik) på ön Ösel i västra Estland. Den var tidigare centralort i Salme kommun, men tillhör efter kommunsammanslagningen den 21 oktober 2017 Ösels kommun. Antalet invånare är 576. Öns centralort Kuressaare ligger 17 km nordost om Salme.

## Historia
Salme var 21 maj 1863 platsen för en av de första sångfestivalerna i nuvarande Estland. Den hölls på initiativ av Ansekülas dåvarande kyrkoherde, Martin Körber (1817–1893).
Ortens centrala bebyggelse förstördes nästan helt under striderna på Ösel under andra världskriget. Arkitekturen präglas idag av den roll som orten fick på 1960-talet som centrum för en kolchos.

## Salmeskeppen
År 2008 hittades i samband med vägbyggnadsarbeten det första av de så kallade Salmeskeppen i Salme, resterna av skeppsbegravningar från nordisk vendeltid. Ett andra större skepp hittades 2010. Totalt hittades kvarlevor efter 42 personer begravda i skeppen och DNA-analys visade att de begravda personerna kom från Mälardalen i östra Sverige. 
Båda skeppen hittades i närheten av Salmeån  där vattenlinjen gick på vikingatiden, omkring 4 meter över dagens havsnivå. Här finns idag ett minnesmärke över skeppsfynden. 

## Turism och sevärdheter

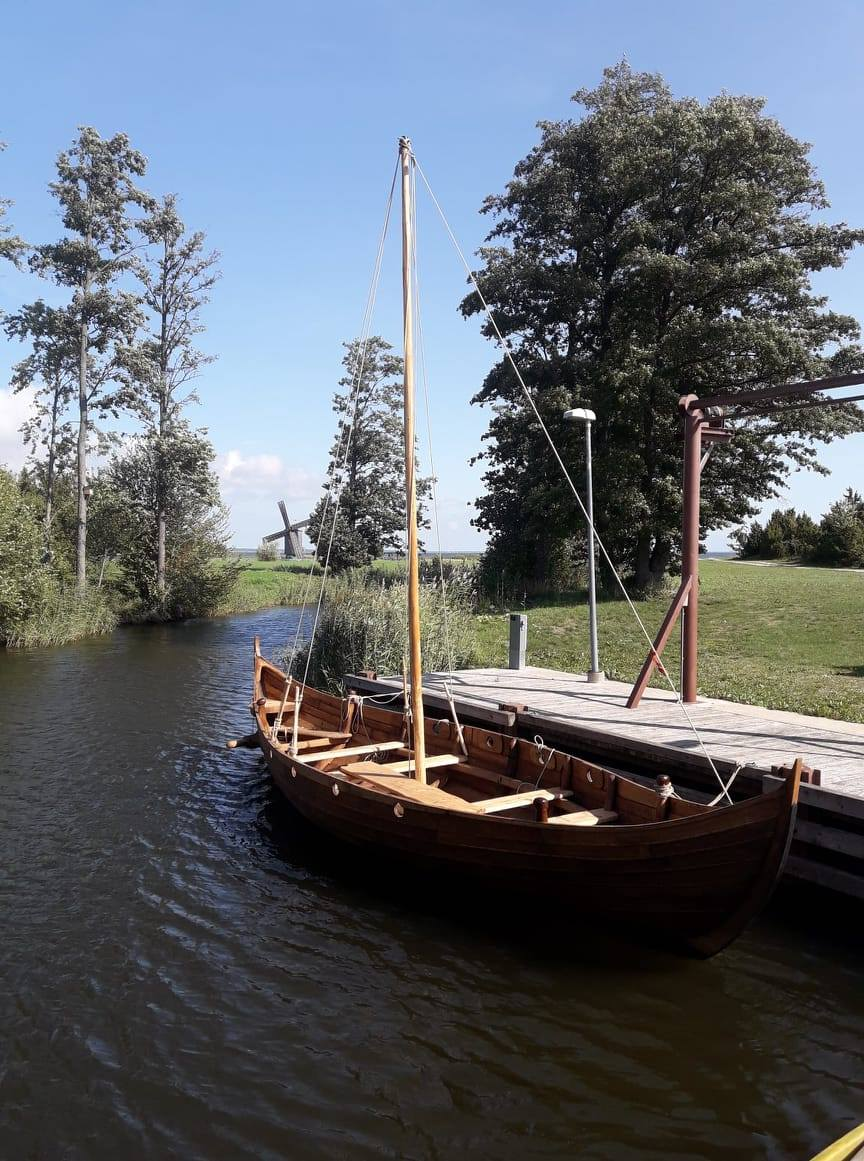
Vikingaskeppet Thor som här ses ligga i Salmes hamn är en kopia i reducerad skala av Gokstadsskeppet.

Under turistsäsongen arrangeras båtturer med kopior av vikingaskepp och andra vikingaaktiviteter.